# وارندورف
شهر وارندورف (به آلمانی: Warendorf) در ایالت نوردراین-وستفالن در کشور آلمان واقع شده‌است.